# Imieniny – sierpień

## 1 sierpnia
Alfons, Justyn, Nadzieja, Piotr, Brodzisław, Rudolf, Rudolfina, Konrad, Rudolfa

## 2 sierpnia
Gustaw, Karina, Maria, Stefan, Świętosław, Teodota, Edeltruda, Alfreda

## 3 sierpnia
Nikodem, Nikodema, Szczepan, Lidia, Piotr, Dalmacjusz

## 4 sierpnia
Alfred, Mironieg, Perpetua, Maria, Arystarch, Andrzej

## 5 sierpnia
Nonna, Cyriak, Abel, Maria, Memiusz, Oswalda, Oswald, Karolina

## 6 sierpnia
Wincenty, Felicysym, Stefan, Jakub, January, Just, Namir, Nasław, Oktawian

## 7 sierpnia
Licyniusz, Kajetan, Klaudia, Dobiemir, Dorota, Sykstus, Andromeda, Albert, Doryda, Licynia, Konrad, Donata

## 8 sierpnia
Dominik, Niezamysł, Cyriak, Sylwiusz, Cyryl, Emilian, Niegosław

## 9 sierpnia
Klarysa, Miłorad, Domicjan, Domicjana, Dominika, Roland, Roman, Jan, Romuald

## 10 sierpnia
Bernard, Amadea, Wawrzyniec, Wierzchosław, Asteria, Hugona, Bożydar, Wirzchosław, Filomena, Prochor

## 11 sierpnia
Lukrecja, Herman, Włodzimierz, Tyburcja, Zuzanna, Ligia, Aleksander, Klara

## 12 sierpnia
Anicet, Aniceta, Bądzsław, Cyriak, Digna, Eunomia, Euzebiusz, Fotyn, Herkulan, Hilaria, Innocenty, Joanna, Julian, Julianna, Klara, Largus, Lech, Leonida, Makary i Wiktoria

## 13 sierpnia
Radomiła, Hipolit, Sekundyn, Hipolita, Kasjan, Adriana, Helena, Wojbor, Jan, Diana, Radegunda

## 14 sierpnia
Alfred, Euzebiusz, Atanazja, Kalikst, Dobrowoj, Maksymilian, Dobrowoja, Machabeusz, Ursycyn, Majnard

## 15 sierpnia
Napoleon, Maria, Stefan, Arnolf, Arnulf, Trzebiemir, Armida

## 16 sierpnia
Ambroży, Emil, Roch, Domarad, Eleuteria, Stefan, Piotra, Saba, Arsacjusz

## 17 sierpnia
Bertram, Jacek, Miron, Zawisza, Anita, Jaczewoj, Liberat, Eliza, Joanna, Anastazja, Julianna, Angelika, Serwiusz, Żaneta, Klara

## 18 sierpnia
Klara, Ilona, Tacjana, Tworzysława, Helena, Agapit, Bogusława, Bronisław

## 19 sierpnia
Bolesław, Ludwik, Emilia, Sykstus, Juliusz, Jan, Sebald, Julian

## 20 sierpnia
Bernard, Samuel, Sobiesław, Sabin, Sara, Jan, Samuela

## 21 sierpnia
Bernard, Franciszek, Joanna, Wiktoria, Męcimir, Adolf, Filipina, Emilian, Baldwin, Baldwina, Agapiusz

## 22 sierpnia
Fabrycjan, Tymoteusz, Teonas, Fabrycy, Dalegor, Hipolit, Namysław, Maria, Zygfryd, Zygfryda, Cezary, Agatonik, Teona

## 23 sierpnia
Filip, Róża, Walerian, Benicjusz, Sulirad, Zacheusz, Laurenty, Apolinary, Piotra, Klaudiusz, Leoncja, Lubomira

## 24 sierpnia
Michalina, Halina, Anita, Cieszymir, Bartłomiej, Joanna, Jerzy, Malina, Bartosz, Natanael

## 25 sierpnia
Sieciesław, Kalasanty, Ludwik, Luiza, Michał, Elwira, Grzegorz, Arediusz, Gaudencjusz, Teodoryk, Genezjusz

## 26 sierpnia
Wirzchosława, Maria, Maksym, Dobroniega, Joanna, Wiktorian, Konstanty, Ireneusz, Wiktoriana, Wiktorianna

## 27 sierpnia
Teodor, Józef, Gebhard, Rufus, Monika, Amadea, Małgorzata, Przybymir, Cezary

## 28 sierpnia
Alfons, Hermes, Joachima, Stronisław, Sobiesław, Adelinda, Aleksy, Augustyn

## 29 sierpnia
Mederyka, Sabina, Flora, Racibor, Mederyk, Jan

## 30 sierpnia
Gaudencja, Miron, Tekla, Częstowoj, Adaukt, Rebeka, Piotr

## 31 sierpnia
Rajmund, Bogdan, Albertyna, Amat, Paulina, Teodot